# Sifnοs: Prοfitis ilias mechri Dytikes Aktes kai Thalassia periοchi
Sifnοs: Prοfitis ilias mechri Dytikes Aktes kai Thalassia periοchi este o arie protejată (arie specială de conservare — SAC, sit de importanță comunitară — SCI) din Grecia întinsă pe o suprafață de 2.091,94 ha, integral pe uscat.

## Localizare
Centrul sitului Sifnοs: Prοfitis ilias mechri Dytikes Aktes kai Thalassia periοchi este situat la coordonatele 36°57′47″N 24°41′20″E / 36.963043°N 24.688967°E.

## Înființare
Situl Sifnοs: Prοfitis ilias mechri Dytikes Aktes kai Thalassia periοchi a fost declarat sit de importanță comunitară în aprilie 1997 pentru a proteja 1 specie de animale. Situl a fost protejat și ca arie specială de conservare în martie 2011.

## Biodiversitate
Situată în ecoregiunile marină mediteraneană și mediteraneană, aria protejată conține 10 habitate naturale: Bancuri de nisip acoperite în permanență slab de apă marină, Straturi cu Posidonia (Posidonion oceanicae), Recifuri, Râuri mediteraneene cu debit intermitent, cu specii de Paspalo-Agrostidion, Matorral arborescenți cu Juniperus spp., Tufărișuri termo-mediteraneene și de pre-deșert, Sarcopoterium spinosum phryganas, Pante stâncoase calcaroase cu vegetație casmofită, Galerii și tufărișuri riverane sudice (Nerio-Tamaricetea și Securinegion tinctoriae), Păduri de Olea și Ceratonia.
La baza desemnării sitului se află o specie protejată de  reptile: elaphe situla (Zamenis situla).
Pe lângă speciile protejate, pe teritoriul sitului au mai fost identificate 4 specii de reptile.